# 王宣化
王宣化（1535年—？），字用賢，號雲石，山東濟南府淄川縣人，民籍，明朝政治人物。

## 生平
隆慶元年（1567年）丁卯科山東鄉試第七十五名舉人。隆慶二年（1568年）中式戊辰科會試第一百八十九名，三甲第一百八十名進士。初授直隶真定府阜平县知县，调遵化县知县，六年（1572年）十月选授南京浙江道試御史，出为汉阳府知府。後官户部河南司员外郎，萬曆十七年（1589年）十月升陕西按察司佥事、管西路兵备。
县西街有“鸾书锡金坊”，为王士逵、王宣化父子立，今废。

## 家族
曾祖王悅；祖父王賓；父王士逵，封南京浙江道監察御史；母畢氏。具庆下。子世哲（把总）、世睿（庠生）、世颖。